# Algorithme de Maekawa
L'algorithme de Maekawa est un algorithme d'exclusion mutuelle sur un système distribué.
Dans l'algorithme de Maekawa, chaque composant appelé « site » ne peut donner de permission d'entrée dans une section critique qu'à un seul autre composant à la fois. Chaque site a la charge d'arbitrer les éventuels conflits qui apparaîtront entre différents autres sites. Cela impose au participant à qui cette permission a été donnée de rendre la main sur la section critique spontanément une fois qu'il a fini son travail, c'est-à-dire lorsqu'il sort de sa section critique.

## Terminologie
- Un « site » est l'endroit où est exécuté l'algorithme de Maekawa
- Pour toute demande d'entrée en section critique :
  - Le « site demandeur » est le site qui demande d'entrer en section critique.
  - Le « site de réception » est tout autre site qui reçoit la demande du site demandeur.
- Tout site ayant donné sa permission en réponse à une demande est dit « verrouillé »

## Différents types de messages échangés
Les types de messages échangés lors de l'exécution de l'algorithme sont :
- DEMANDE : un message de demande d'entrée en section critique
- ACCORD : un message d'acceptation d'entrée en section critique
- ÉCHEC : un message de refus d'entrée en section critique
- SONDAGE : un message envoyé pour résoudre les problèmes d’interblocage
- RESTITUTION : une réponse à un message SONDAGE
- LIBÉRATION : un message de sortie de section critique

## Algorithme

### Site demandeur
- Un site {\displaystyle P_{i}} demandant envoie un message de demande {\displaystyle (ts,i)} à tous les sites dans son quorum Ri.

### Site receveur
- Lors de la réception d'un message de demande {\displaystyle (ts,i)}, le site de réception {\displaystyle P_{j}} :
  - Si le site {\displaystyle P_{j}} n'a pas un accord en cours (c'est-à-dire un message d'accord qui n'a pas été relâché), alors le site {\displaystyle P_{j}} envoie un message d'accord (j) sur le site {\displaystyle P_{i}}.
  - Si le site {\displaystyle P_{j}} a un accord en cours pour un processus avec une priorité plus élevée que la demande, alors le site {\displaystyle P_{j}} envoie un message d'échec (j) sur le site {\displaystyle P_{i}} et {\displaystyle P_{j}} ajoute à sa file d'attente la demande du site {\displaystyle P_{i}}.
  - Si le site {\displaystyle P_{j}} a un accord en cours pour un processus avec une priorité inférieure à la demande, alors le site {\displaystyle P_{j}} envoie un message de sondage (j) au processus qui est actuellement autorisé à accéder à la section critique par le site {\displaystyle P_{j}} (c'est-à-dire le site avec le message d'accord en cours).
- Lors de la réception d'un message de sondage (j), le site {\displaystyle P_{k}} :
  - Envoie un message de restitution (k) sur le site {\displaystyle P_{j}} si et seulement si le site {\displaystyle P_{k}} a reçu un message d'échec d'un autre site, ou si {\displaystyle P_{k}} a envoyé un message de restitution à un autre site, mais n'a pas reçu un nouvel accord.
- Lors de la réception d'un message de restitution (k), le site {\displaystyle P_{j}} :
  - Envoie un message d'accord à la première demande de sa file d'attente. Notez que les requêtes au sommet sont celles de plus haute priorité.
  - Place {\displaystyle P_{k}} dans sa file d'attente.
- Lors de la réception d'un message de libération (i), le site {\displaystyle P_{j}} :
  - Supprime {\displaystyle P_{i}} de sa file d'attente.
  - Envoie un message d'accord à la première demande de sa file d'attente.

### Section critique
- Un site {\displaystyle P_{i}} entre dans la section critique lorsqu'il reçoit un message d'accord de tous les sites du quorum Ri.
- À la sortie de la section critique, {\displaystyle P_{i}} envoie un message de libération (i) à tous les sites de Ri.

### Quorum
Un quorum doit respecter les propriétés suivantes :
1. {\displaystyle \forall i\,\forall j\,[R_{i}\bigcap R_{j}\neq \emptyset ]}
2. {\displaystyle \forall i\,[P_{i}\in R_{i}]}
3. {\displaystyle \forall i\,[|R_{i}|=K]}
4. Le site {\displaystyle P_{i}} est contenu dans exactement K ensembles de requêtes

Ce qui implique:
- - {\displaystyle |R_{i}|\geq {\sqrt {N-1}}}

## Performance
- En nombre de messages sur le réseau :  {\displaystyle 3{\sqrt {N}}} à {\displaystyle 6{\sqrt {N}}}
- Délai de synchronisation : délai de 2 messages de propagation